# Misoginia
Il termine misoginia (dal greco antico μισέω misèō, "odiare" e γυνή gynḕ, "donna") indica un sentimento e un conseguente atteggiamento di avversione o repulsione nei confronti delle donne, manifestato indifferentemente da parte di uomini o altre donne. Tuttavia, 
normalmente il termine "misogino" è utilizzato per indicare colui che ha una visione degradante delle donne.

## Differenze
In ragione di questa specifica delimitazione della categoria umana oggetto di avversione si distingue dalla misantropia e costituisce il concetto speculare e contrapposto della misandria.
La misoginia è diretta verso le donne considerate come gruppo: una persona misogina può intrattenere comunque delle relazioni affettuose di amicizia e amorevoli con singole donne; di converso, avere relazioni negative con un gran numero di donne prese singolarmente non significa necessariamente essere persona misogina.
Le ragioni che possono portare indifferentemente dal genere a tale atteggiamento possono essere di svariata natura: esperienze personali traumatiche, aspetti culturali propri o tramandati dai propri avi, rivalità insite in ambiti familiari e sociali, il modo in cui si vive la competizione, sul piano passionale o anche nel contesto lavorativo.

## Forme di misoginia
Esistono diverse forme di misoginia: nella sua espressione deteriore, la misoginia porterà la persona a odiare apertamente le donne per il solo fatto di essere tali. Alcuni maniaci sessuali rientrano in tale categoria. Altre forme di misoginia sono diverse; alcuni misogini hanno "semplicemente" dei pregiudizi contro tutte le donne, ad esempio le relegano alla cura degli affari domestici, al silenzio al momento delle decisioni o ritengono addirittura che sia lecito picchiarle.
Altri invece possono odiare quelle che rientrano in categorie che ritengono inaccettabili, ad esempio le prostitute, le lesbiche o quelle che hanno raggiunto una più alta posizione sociale. Alcune teorie sociologiche individuano nella dicotomia "madre"/"prostituta" la causa della misoginia: il misogino ritiene che le donne possano essere esclusivamente o "madri" o "prostitute". Una variante è la dicotomia "immacolata"/"prostituta", in cui le donne che non corrispondono perfettamente a requisiti di moralità impeccabile, ricadono necessariamente nella seconda categoria.
La forma di misoginia più spinta si manifesta come odio completo verso le donne, viste non come esseri utili solo per la procreazione (come avviene nella forma più diffusa di misoginia) ma addirittura come "nemiche dell'uomo".

## La misoginia nella filosofia e nella religione

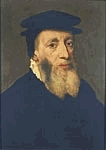
John Knox riteneva le donne inferiori agli uomini nelle abilità politiche

Alcune religioni e filosofie  (come ad esempio nell'Islam) sono state considerate da alcuni come caratterizzate da elementi misogini, che in taluni casi sono stati in effetti riconosciuti dai loro stessi seguaci che ne hanno fatto pubblica ammenda. Ad esempio, il 10 luglio 1995 papa Giovanni Paolo II in una lettera destinata «ad ogni donna» chiedeva perdono per le ingiustizie compiute verso le donne nel nome di Cristo, per la violazione dei diritti femminili e per la denigrazione storica delle donne. Un concetto che ripeté durante il giubileo del 2000 quando, tra le sette categorie di peccati commessi nel passato dagli uomini di Chiesa e per i quali faceva pubblica ammenda, nominò anche quelli contro la dignità delle donne e delle minoranze. sono state considerate da alcuni come caratterizzate da elementi misogini, che in taluni casi sono stati in effetti riconosciuti dai loro stessi seguaci che ne hanno fatto pubblica ammenda.
Il riformatore scozzese protestante John Knox che nel XVI secolo scrisse un libro intitolato Il primo squillo di tromba contro il mostruoso governo delle donne in cui sottolineava la scarsa abilità delle donne nelle arti di governo; nel libro il predicatore si scagliò contro Maria Tudor d'Inghilterra, la reggente di Scozia Maria di Guisa, Caterina de' Medici e Maria Stuarda, al punto che la nuova regina d'Inghilterra, Elisabetta I gli negò nella primavera 1559 il permesso di transito.
Così i filosofi Otto Weininger, Arthur Schopenhauer, Friedrich Nietzsche. Questi è noto per le sue posizioni negative sulle donne espresse prima in Umano, troppo umano e poi in Al di là del bene e del male.

## Transmisoginia
Quando la transfobia è incentrata maggiormente su individui MtF (donne transgender) si può parlare di transmisoginia.